# Риманов
Риманов (пољ. Rymanów) град је у Пољској у Војводству поткарпатском. По подацима из 2012. године број становника у месту је био 3753.

## Становништво
| 2012. |
| ----- |
| 3.753 |